# Manabu Wakabayashi
Manabu Wakabayashi (japanisch 若林 学 Wakabayashi Manabu; * 3. Juni 1979 in der Präfektur Tochigi) ist ein ehemaliger japanischer Fußballspieler.

## Karriere
Wakabayashi erlernte das Fußballspielen in der Schulmannschaft der Utsunomiya Technical High School. Seinen ersten Vertrag unterschrieb er 1998 bei Hitachi Tochigi (heute: Tochigi Uva FC). 2004 wechselte er zum Drittligisten Tochigi SC. Für den Verein absolvierte er 49 Ligaspiele. 2005 wechselte er zum Erstligisten Omiya Ardija. Für den Verein absolvierte er 26 Erstligaspiele. 2008 wechselte er zum Zweitligisten Ehime FC. Für den Verein absolvierte er 33 Ligaspiele. 2009 wechselte er zum Ligakonkurrenten Tochigi SC. Für den Verein absolvierte er 38 Ligaspiele. 200 wechselte er zum Drittligisten Tochigi Uva FC. Für den Verein absolvierte er 245 Ligaspiele. Ende 2018 beendete er seine Karriere als Fußballspieler.